# Vesterhede Kirke
Vesterhede Kirke ligger i landsbyen Vesterhede, ca. 13 km V for Billund (Region Syddanmark).

## Eksterne kilder og henvisninger
- Vesterhede Kirke hos KortTilKirken.dk
- Vesterhede Kirke i bogværket Danmarks Kirker (udg. af Nationalmuseet)